# Zebulon
Zebulon es una ciudad ubicada en el condado de Pike en el estado estadounidense de Georgia. En el año 2000 tenía una población de 1.181 habitantes.

## Geografía
Zebulon se encuentra ubicada en las coordenadas 33°5′56″N 84°20′32″O / 33.09889, -84.34222 (33.098970, -84.342140).
Según la Oficina del Censo, la localidad tiene un área total de 9,1 km² (3,5 mi²), de la cual 9 km² (3,5 mi²) es tierra y 0,1 km² (0 mi²) (1.00%) es agua.

## Demografía
Según la Oficina del Censo en 2000 los ingresos medios por hogar en la localidad eran de $29,125, y los ingresos medios por familia eran $35,333. Los hombres tenían unos ingresos medios de $25,804 frente a los  $19,479 para las mujeres. La renta per cápita para la localidad era de $12,772. 